# Composicionalidade
A palavra composicionalidade, no campo da teoria da música e teoria da composição, é usada para fazer referência à qualidade daquilo que é composto, ou seja, experiências musicais consideradas como tal . Guarda relação com uma pergunta semelhante na área de literatura, embalada pelo conceito de literariedade , cunhado pelos formalistas russos. Todavia, a centralidade do tempo na experiência musical faz com que a pergunta de base "o que é composição?" seja modulada continuamente pela sua versão dinâmica "quando é composição?" . A composicionalidade toma assim como objeto de interesse o processo do "tornar-se composição", de natureza crítica, e, dessa forma, o entrelaçamento contínuo de teoria e prática, princípios e atos, critérios e escolhas musicais.
Sendo assim, o esforço de reflexão sobre o compor precisa enfrentar o desafio de partir do próprio processo de criação, libertando-se do modelo de uma teoria mestra, ou seja, entendendo o conceito de teoria a partir da tensão que estabelece com os seus "outros" (a prática, o campo da experiência, a evidência empírica, a vivência hermenêutica das artes e a narrativa), tal como observa Martin Jay. 
A noção de composicionalidade se articula a partir desse circuito de práticas e teorias e entrelaça instâncias ou vetores como a invenção de mundos, a criticidade (capacidade de interpretar o mundo a partir de uma obra recém-criada), a reciprocidade (construção de identidades e sentido de pertencimento) e o campo de escolhas. O pesquisador Marcos Nogueira construiu uma importante síntese da noção de composicionalidade: "Ao sintetizar os vetores que fundamentam sua Teoria da Composicionalidade, Paulo Costa Lima  nos ensina que ao criarmos um mundo, um mundo-obra, por meio da composição, que é interpretação de mundo, estabelecemos uma relação entre este mundo que é a obra e o mundo no qual ela se encontra. A natureza crítica da invenção musical de mundo, sua criticidade, suscita o entendimento de que esta invenção, enquanto ‘interpretação crítica’ não pode ser tomada como mera prática, mas como ação fundada na indissociabilidade de prática e teoria. Ele observa ainda que mundo e inventor interagem pela via da reciprocidade, condição esta que modera o estabelecimento de um campo de escolhas, o jogo entre ideias e atos compositivos".
É importante reconhecer que essas instâncias também estabelecem funções — na verdade, funções cognitivas — que são ativadas e ativam o processo de criação musical. Essas funções podem ser representadas por palavras-chave, de modo que, por exemplo, a perspectiva da indissociabilidade entre teoria e prática pode ser associada à ideia de sinapses entre discursos e atos composicionais. Essa perspectiva apresenta a composicionalidade como uma espécie de ferramenta de gestão de múltiplos discursos que participam do processo criativo (e analítico). Outras funções incluiriam: imaginação (relacionada à invenção de mundos), organicidade (relacionada à criticidade), senso de pertencimento (relacionada à reciprocidade) e construção de critérios (relacionada ao campo de escolhas). E, obviamente, tudo isso é bastante relevante para a pedagogia da composição 
Em relação à instância de reciprocidade, Rios Filho  observa que: "A reciprocidade entre compositor e obra, além de ser múltipla em si mesma, envolve necessariamente também a participação de outros corpos. Como falar de reciprocidade na composição sem assumir o nível de fluxos entre compositor e ouvinte (poiesis/estesis)? Entre compositor e intérprete? Entre obra e ouvinte - codificação e decodificação? Composição e Composicionalidade parecem envolver tudo isso de uma só vez, toda essa zona difusa de relação entre corpos que já são eles mesmos moldados por um complexo de relações internas".
A noção de composicionalidade também foi proposta como um conceito envolvido na compreensão do trabalho cultural realizado por composições específicas . O conceito analítico de uma "distância ressignificadora" foi desenvolvido em relação às obras criadas pelos compositores brasileiros Ernst Widmer e Lindenbergue Cardoso (entre outros), mostrando como as instâncias de invenção do mundo, criticidade e reciprocidade responderam às representações culturais presentes nos traços estruturais e narrativos dessas composições.
Bertissolo  enfatiza a ideia de que a noção de composicionalidade pode funcionar como uma possível conexão entre a teoria composicional e os estudos cognitivos: "Minha abordagem atual é um desdobramento da composicionalidade e está relacionada à minha pesquisa de doutorado. Nesta investigação, o núcleo temático foi construído em torno da articulação complexa entre música e movimento, levando ao reconhecimento de várias interconexões possíveis entre cognição e processos criativos. Para tanto, escolhemos a Capoeira Regional como universo de pesquisa, uma vez que nela não há separação conceitual entre música e movimento"
Pitombeira (2019)  também reflete sobre a noção de Composicionalidade. Em sua Composicionalidade como Construção Criativa de Identidade, ele compara três de suas instâncias (inseparabilidade, criação de mundos e processos de composição) com sua teoria de sistemas composicionais. Com base na noção de criação de mundos, a obra estabelece um universo (natural ou artificial) por meio do qual o compositor propõe sistemas.
Proposta em 2011 na Conferência do II Simpósio Internacional de Musicologia da UFRJ , a noção de composicionalidade tem inspirado diversos pesquisadores brasileiros preocupados com a construção de um campo representativo de investigação na área da composição musical.
O processo de criação musical é uma experiência única. O esforço de falar e refletir sobre ele — isto é, entender como produz sentido e, assim, produzir sentido a partir do sentido que produz — é muitas vezes um desafio. Sua existência atravessa de várias formas o discurso proposicional, mas não se esgota nele, muitas vezes transformando as tentativas de tradução do que é feito (para o universo do discurso), em uma espécie de exercício de perplexidade.
Se algum dia alguém elaborar uma teoria geral da composição, ela poderá se tornar obsoleta a partir da próxima criação musical. A teoria como algo que antecipa e condiciona a prática é certamente relevante no processo do compor — para onde vai uma progressão harmônica? qual a eficácia de um algoritmo que controla o contorno? —, mas tem limites, já que as próprias escolhas, os próprios atos compositivos, ao gerar sentido, criam situações não previstas pelas teorias existentes. 